# Commanderie de Boixe
La commanderie de Boixe, commanderie hospitalière et anciennement commanderie templière est située à Maine-de-Boixe, en Charente, au nord d'Angoulême. Elle est aussi appelée chapelle du Courreau. Elle est située entre le lieu-dit du Courreau et celui du Temple.

## Historique
Les Templiers possédaient une commanderie peu importante, appelée le Temple de Boixe, fondée vers le milieu du XIIe siècle. Les textes la mentionnent pour la première fois en 1207, date de construction de la chapelle.
Après la chute des Templiers, elle a été cédée aux Hospitaliers de l'ordre de Saint-Jean de Jérusalem. Lors de la guerre de Cent Ans, elle fut désertée, puis ruinée par les guerres de religion.
À partir du XVIe siècle, cette maison passée aux Hospitaliers fut désignée par chapelle du Courreau.
En 1615, elle dépendait de la commanderie du Fouilloux, elle-même rattachée à Beauvais-sur-Matha.
La chapelle était déjà délabrée en 1619.
Au début du XVIIe siècle, le prêtre de Maine-de-Boixe venait y officier, ce jusqu'en 1760. Elle perdit sa voûte en 1851.
L'association des « Amis du Temple de Boixe » en est propriétaire. Dans son voisinage, dans le village du Courreau, le logis du commandeur a été restauré dans les années 1990 par le Club Marpen.

## Description
Il ne reste que les murs de la chapelle, dégagés récemment de sa végétation. Quelques fragments du toit en lauzes subsistent. Comme la grande majorité des chapelles templières de la région, le plan est simple et rectangulaire, orienté vers l'est, avec un mur du chœur plan et percé par trois longues baies étroites de même hauteur. Il ne reste que l'amorce du pignon oriental. Ce triplet roman a inspiré l'architecture du chevet de l'église paroissiale de Maine-de-Boixe.
La voûte était d'une seule volée. Elle reposait sur un cordon encore apparent, et aucune trace de colonne n'est visible à l'intérieur.
Une porte en plein cintre s'ouvrant dans le mur gouttereau sud servait d'entrée à la chapelle.
La façade occidentale porte les traces d'une restauration au XVIIIe siècle, probablement par le commandeur d'alors, le mur s'étant écroulé ainsi que le logis attenant.
Les vestiges de la chapelle sont inscrits monument historique depuis 2013,.

Chapelle du Courreau
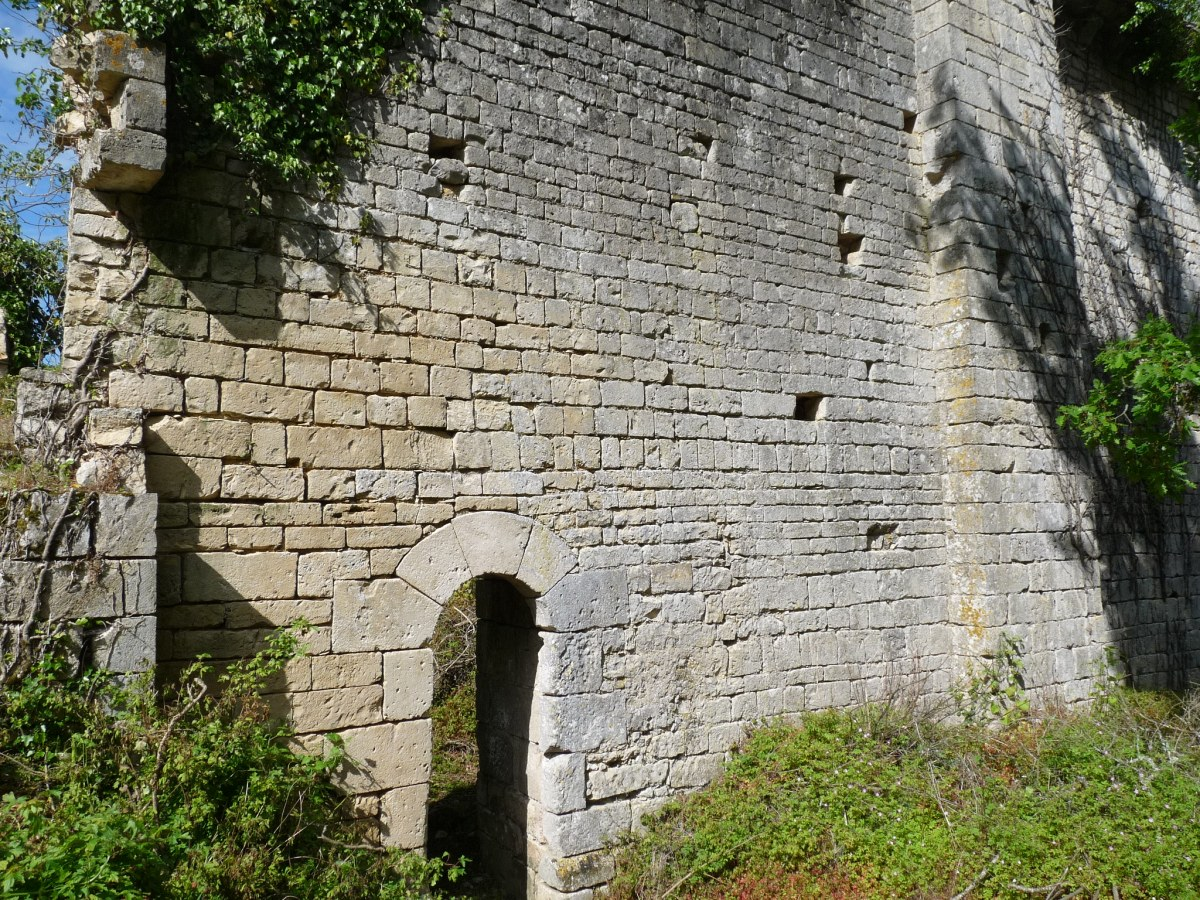
Mur intérieur et porte
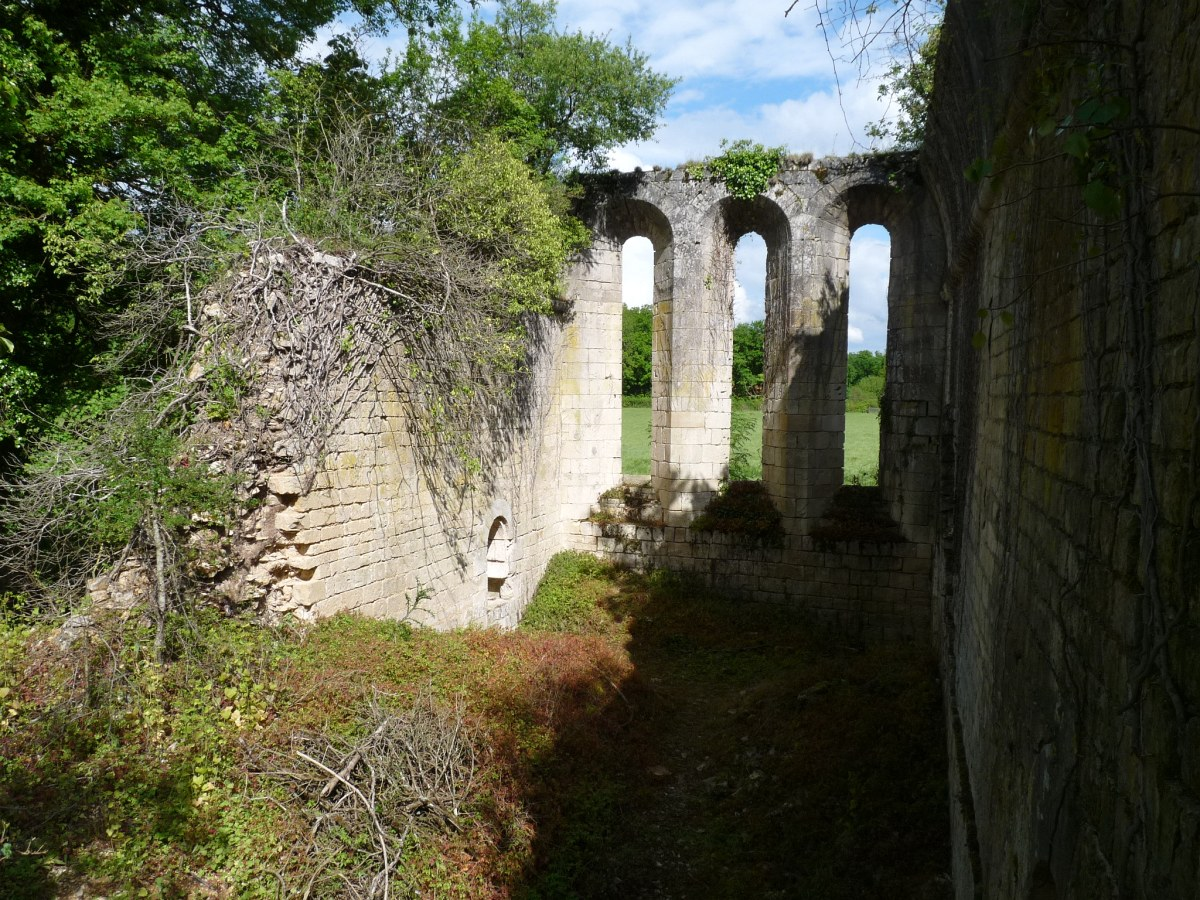
Le chœur
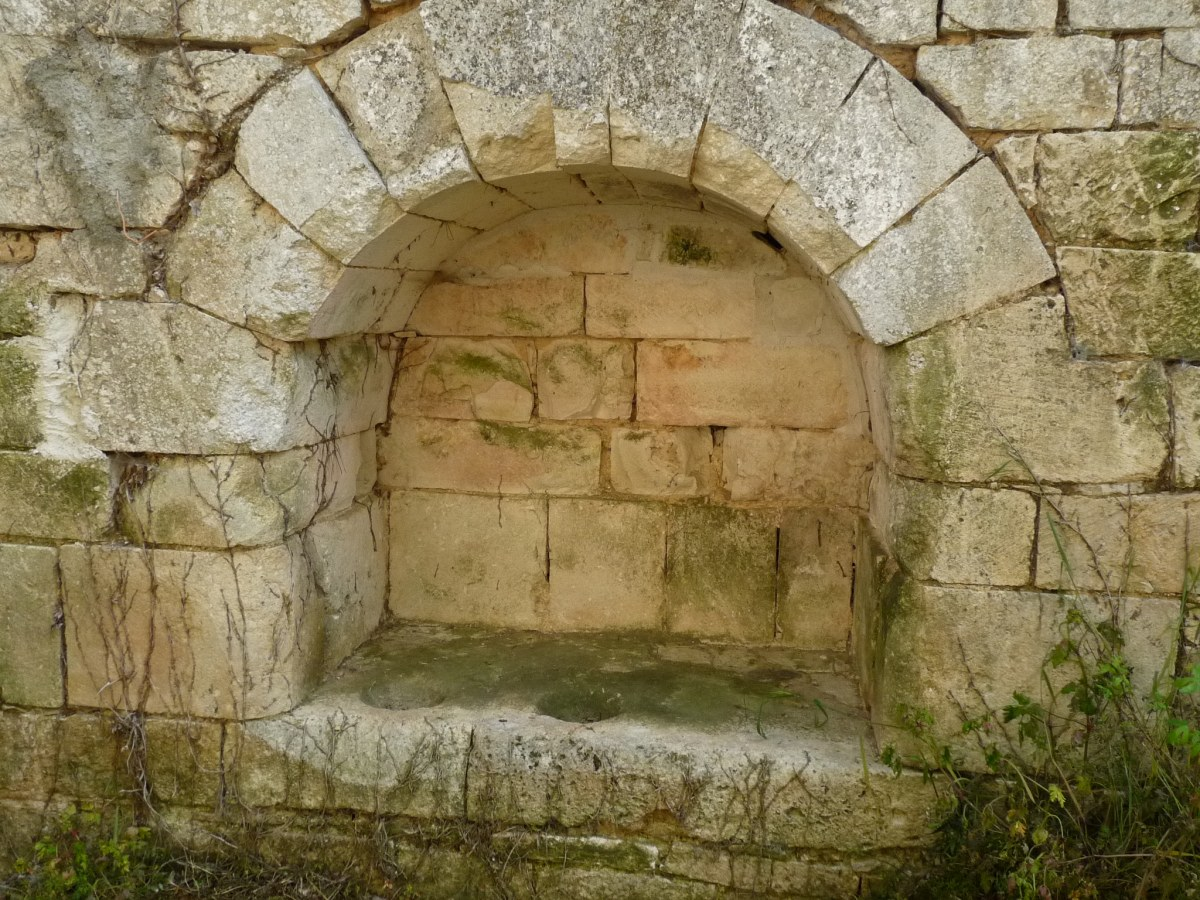
Piscine liturgique, à l'intérieur

Dans le village du Courreau, on peut trouver la maison du commandeur, qui date de la fin du XVe siècle.

Maison du commandeur
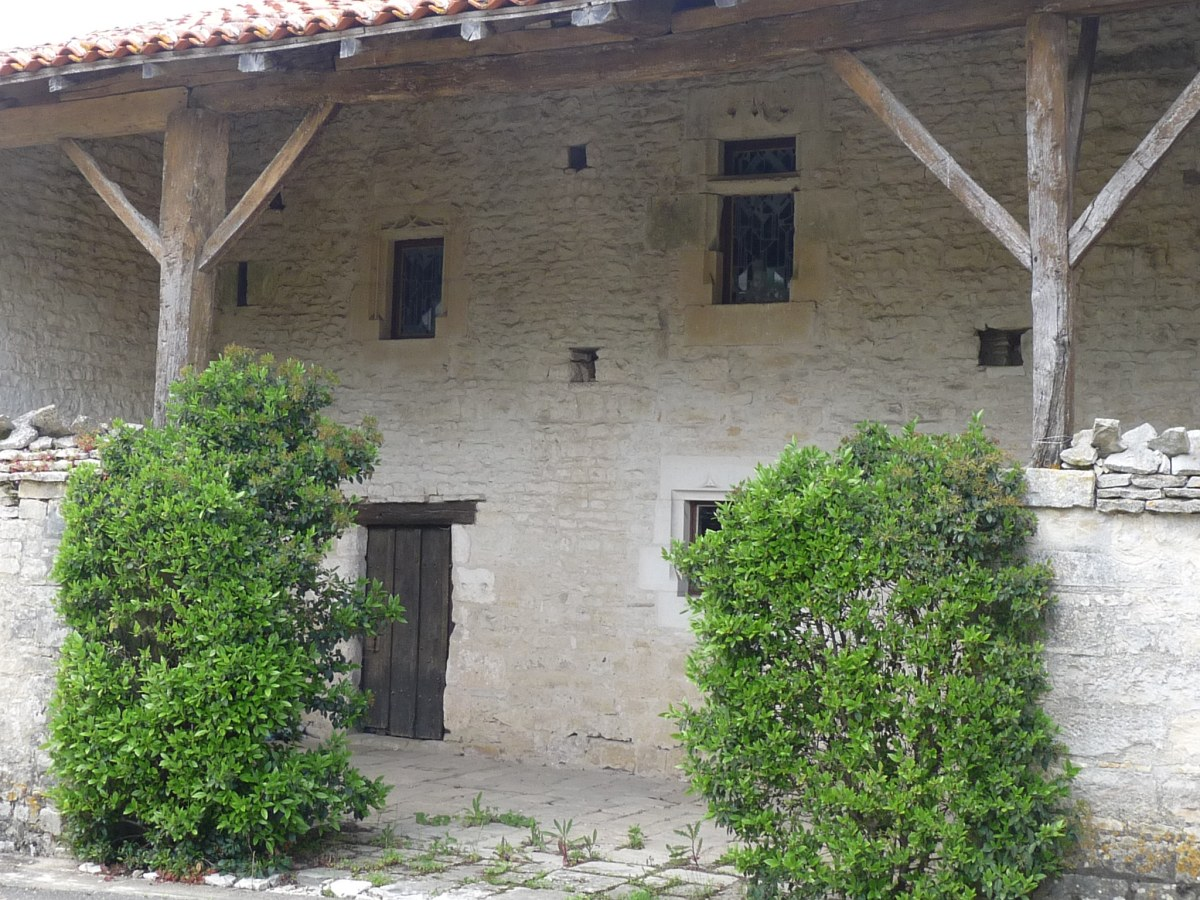
La façade
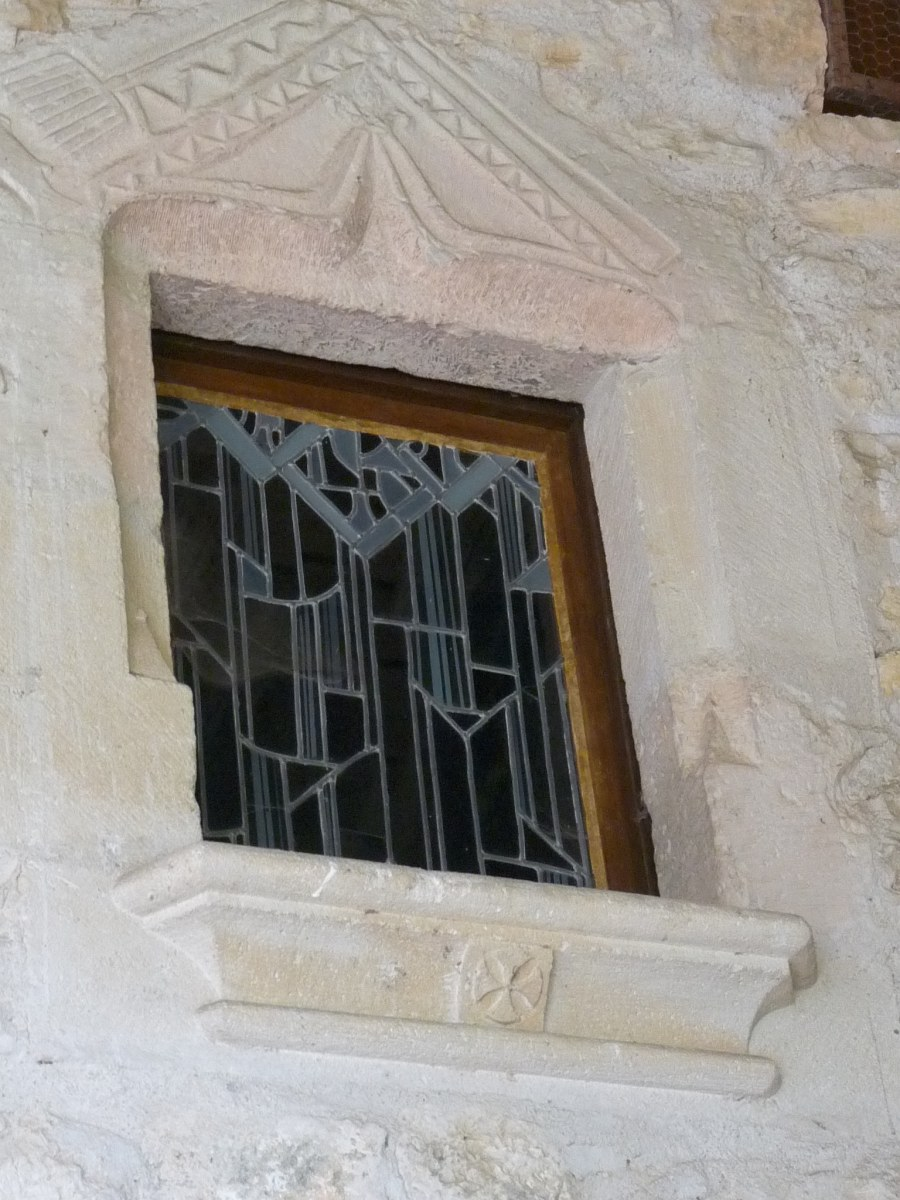
Fenêtre avec croix de Malte

## Sources
- Jack Bocar, « Département de la Charente », sur templiers.net, 2005 (consulté le 21 février 2016)
- Charles Daras, Les Templiers en Charente, Société archéologique et historique de la Charente, 1981 (1re éd. 1954), 117 p.
- Christian Gillet, Églises et chapelles de la Charente, imprimé à Rioux-Martin, Le vent se lève, 2014, 387 p. (ISBN 978-2-7466-7404-2)
- « Liste des immeubles protégés au titre des monuments historiques en 2013 (JORF n° 0107 du 8 mai 2014 page 7804) », sur Légifrance (consulté le 3 juin 2014)
- « Commanderie de Templiers, dite Chapelle du Courreau », notice no PA16000055, sur la plateforme ouverte du patrimoine, base Mérimée, ministère français de la Culture